# Фрейзер, Тим
Тим Фрейзер (англ. Tim Frazier; род. 1 ноября 1990 года, Хьюстон, Техас, США) — американский профессиональный баскетболист, играющий на позиции разыгрывающего защитника.

## Профессиональная карьера
До драфта НБА 2014 года Фрейзер успел поработать с несколькими командами НБА, включая «Финикс Санз», «Нью-Йорк Никс», «Бостон Селтикс», «Миннесота Тимбервулвз», «Вашингтон Уизардс» и дважды с «Филадельфия Севенти Сиксерс». Главный тренер «Филадельфия Севенти Сиксерс» Бретт Браун пригласил его для участия в летней лиге НБА 2014 года в Лас-Вегасе буквально через час после того, как он не был выбран на драфте НБА. В Лас-Вегасе Фрейзер собрал статистику из 3,4 очков, 4,0 подборов, 2,0 ассистов и 1,2 перехватов в среднем за 5 матчей. 29 сентября 2014 года «Бостон Селтикс» подписали негарантированный контракт с Фрейзером для участия в тренировочном лагере и последующей игре в Д-Лиге за «Мэн Ред Клоз». 27 сентября «Селтикс» расторгли с ним контракт, после его участия в 4-х предсезонных играх. Как и ожидалось через 4 дня Фрейзер был приобретён клубом «Мэн Ред Клоз». Фрейзер дебютировал и помог выиграть команде в первом туре против «Оклахома-Сити Блю», набрав 18 очков, 9 передач и 4 подбора за игру.
30 января, 2015, Фрейзер записал свой второй трипл-дабл в сезоне, набрав 13 очков, 10 подборов и 11 результативных передач и помог «Ред Клоз» прервать трёхматчевую проигрышную серию, победив «Кантон Чардж». 4 февраля 2015 года он был приглашён для участия на матче всех звёзд Д-Лиги.
5 февраля 2015 года Фрейзер подписал 10-дневный контракт с «Филадельфия Севенти Сиксерс». На следующий день он дебютировал в НБА в проигранном матче против «Бостон Селтикс». Выйдя со скамьи запасных Фрейзер провёл на площадке почти 35 минут, записал в свой актив 11 результативных передач, 5 очков, 5 подборов и 2 перехвата. После истечения 10-и дневного контракта он вернулся в «Мэн Ред Клоз». 20 февраля он подписал 2-й 10-дневный контракт с «Севенти Сиксерс». Однако контракт с ним был расторгнут 24 февраля после того как «Филадельфия» подписала Томаса Робинсона, и через 4 дня он снова вернулся в стан «Мэн Ред Клоз». 5 марта он записал на свой счёт 4-й трипл-дабл в сезоне, набрав 22 очка, сделав 13 подборов и 14 ассистов в выигранном матче против Остин Спёрс.
30 марта 2015 года Фрейзер подписал контракт с «Портленд Трэйл Блэйзерс» на оставшуюся часть сезона. 21 апреля он был выбран самым ценным игроком и лучшим новичком Д-Лиги, имея в среднем за сезон 16,1 очко, 7,1 подбор и 9,5 результативных передач в 41-й игре.
4 января 2021 года Фрейзер подписал контракт с «Мемфис Гриззлис». Однако 14 января 2020 года Фрейзер был отчислен из клуба.

## Статистика

### Статистика в НБА
| Сезон                                                                                    | Команда     | Регулярный сезон | Регулярный сезон | Регулярный сезон | Регулярный сезон | Регулярный сезон | Регулярный сезон | Регулярный сезон | Регулярный сезон | Регулярный сезон | Регулярный сезон | Регулярный сезон | Серия плей-офф | Серия плей-офф | Серия плей-офф | Серия плей-офф | Серия плей-офф | Серия плей-офф | Серия плей-офф | Серия плей-офф | Серия плей-офф | Серия плей-офф | Серия плей-офф |
| Сезон                                                                                    | Команда     | GP               | GS               | MPG              | FG%              | 3P%              | FT%              | RPG              | APG              | SPG              | BPG              | PPG              | GP             | GS             | MPG            | FG%            | 3P%            | FT%            | RPG            | APG            | SPG            | BPG            | PPG            |
| ---------------------------------------------------------------------------------------- | ----------- | ---------------- | ---------------- | ---------------- | ---------------- | ---------------- | ---------------- | ---------------- | ---------------- | ---------------- | ---------------- | ---------------- | -------------- | -------------- | -------------- | -------------- | -------------- | -------------- | -------------- | -------------- | -------------- | -------------- | -------------- |
| 2014/15                                                                                  | Филадельфия | 6                | 3                | 28,5             | 30,2             | 27,3             | 33,3             | 3,2              | 7,2              | 1,0              | 0,0              | 5,7              | Не участвовал  | Не участвовал  | Не участвовал  | Не участвовал  | Не участвовал  | Не участвовал  | Не участвовал  | Не участвовал  | Не участвовал  | Не участвовал  | Не участвовал  |
| 2014/15                                                                                  | Портленд    | 5                | 0                | 13,6             | 44,4             | 33,3             | 83,3             | 1,8              | 3,4              | 0,4              | 0,0              | 4,6              | 2              | 0              | 1,5            | 0,0            | -              | -              | 0,0            | 0,0            | 0,0            | 0,0            | 0,0            |
| 2015/16                                                                                  | Портленд    | 35               | 1                | 7,8              | 33,3             | 17,6             | 53,3             | 1,1              | 1,2              | 0,3              | 0,0              | 1,5              | Не участвовал  | Не участвовал  | Не участвовал  | Не участвовал  | Не участвовал  | Не участвовал  | Не участвовал  | Не участвовал  | Не участвовал  | Не участвовал  | Не участвовал  |
| 2015/16                                                                                  | Нью-Орлеан  | 16               | 1                | 29,3             | 45,0             | 41,9             | 76,3             | 4,4              | 7,5              | 1,4              | 0,1              | 13,1             | Не участвовал  | Не участвовал  | Не участвовал  | Не участвовал  | Не участвовал  | Не участвовал  | Не участвовал  | Не участвовал  | Не участвовал  | Не участвовал  | Не участвовал  |
| 2016/17                                                                                  | Нью-Орлеан  | 65               | 35               | 23,5             | 40,3             | 31,3             | 76,0             | 2,7              | 5,2              | 0,9              | 0,1              | 7,1              | Не участвовал  | Не участвовал  | Не участвовал  | Не участвовал  | Не участвовал  | Не участвовал  | Не участвовал  | Не участвовал  | Не участвовал  | Не участвовал  | Не участвовал  |
| 2017/18                                                                                  | Вашингтон   | 59               | 11               | 14,2             | 39,5             | 30,4             | 76,7             | 1,9              | 3,3              | 0,8              | 0,1              | 3,0              | 2              | 0              | 3,0            | 0,0            | -              | -              | 0,5            | 1,5            | 0,5            | 0,0            | 0,0            |
| 2018/19                                                                                  | Нью-Орлеан  | 47               | 17               | 19,3             | 45,1             | 35,1             | 78,0             | 2,9              | 4,4              | 0,5              | 0,1              | 5,0              | Не участвовал  | Не участвовал  | Не участвовал  | Не участвовал  | Не участвовал  | Не участвовал  | Не участвовал  | Не участвовал  | Не участвовал  | Не участвовал  | Не участвовал  |
| 2018/19                                                                                  | Милуоки     | 12               | 2                | 17,6             | 42,4             | 41,7             | 69,2             | 2,6              | 3,5              | 0,4              | 0,1              | 6,3              | 11             | 0              | 3,6            | 61,5           | 50,0           | 100,0          | 0,8            | 0,9            | 0,1            | 0,0            | 1,9            |
| 2019/20                                                                                  | Детройт     | 27               | 11               | 13,1             | 36,2             | 33,3             | 79,2             | 1,2              | 3,4              | 0,5              | 0,1              | 3,6              | Не участвовал  | Не участвовал  | Не участвовал  | Не участвовал  | Не участвовал  | Не участвовал  | Не участвовал  | Не участвовал  | Не участвовал  | Не участвовал  | Не участвовал  |
| 2020/21                                                                                  | Мемфис      | 5                | 0                | 12,4             | 15,0             | 0,0              | 33,3             | 1,6              | 3,2              | 0,4              | 0,2              | 1,6              | Не участвовал  | Не участвовал  | Не участвовал  | Не участвовал  | Не участвовал  | Не участвовал  | Не участвовал  | Не участвовал  | Не участвовал  | Не участвовал  | Не участвовал  |
| 2021/22                                                                                  | Орландо     | 10               | 3                | 20,0             | 30,2             | 35,3             | 55,6             | 1,9              | 3,3              | 0,3              | 0,1              | 3,7              | Не участвовал  | Не участвовал  | Не участвовал  | Не участвовал  | Не участвовал  | Не участвовал  | Не участвовал  | Не участвовал  | Не участвовал  | Не участвовал  | Не участвовал  |
| 2021/22                                                                                  | Кливленд    | 2                | 0                | 4,0              | 50,0             | -                | -                | 0,0              | 0,5              | 0,0              | 0,0              | 1,0              | Не участвовал  | Не участвовал  | Не участвовал  | Не участвовал  | Не участвовал  | Не участвовал  | Не участвовал  | Не участвовал  | Не участвовал  | Не участвовал  | Не участвовал  |
|                                                                                          | Всего       | 289              | 84               | 17,6             | 40,0             | 32,3             | 72,3             | 2,3              | 4,0              | 0,7              | 0,1              | 4,9              | 15             | 0              | 3,3            | 53,3           | 50,0           | 100,0          | 0,7            | 0,9            | 0,1            | 0,0            | 1,4            |
| Наведите курсор мыши на аббревиатуры в заголовке таблицы, чтобы прочесть их расшифровку. |             |                  |                  |                  |                  |                  |                  |                  |                  |                  |                  |                  |                |                |                |                |                |                |                |                |                |                |                |

### Статистика в Джи-Лиге
| Сезон                                                                                    | Команда      | Регулярный сезон | Регулярный сезон | Регулярный сезон | Регулярный сезон | Регулярный сезон | Регулярный сезон | Регулярный сезон | Регулярный сезон | Регулярный сезон | Регулярный сезон | Регулярный сезон | Серия плей-офф | Серия плей-офф | Серия плей-офф | Серия плей-офф | Серия плей-офф | Серия плей-офф | Серия плей-офф | Серия плей-офф | Серия плей-офф | Серия плей-офф | Серия плей-офф |
| Сезон                                                                                    | Команда      | GP               | GS               | MPG              | FG%              | 3P%              | FT%              | RPG              | APG              | SPG              | BPG              | PPG              | GP             | GS             | MPG            | FG%            | 3P%            | FT%            | RPG            | APG            | SPG            | BPG            | PPG            |
| ---------------------------------------------------------------------------------------- | ------------ | ---------------- | ---------------- | ---------------- | ---------------- | ---------------- | ---------------- | ---------------- | ---------------- | ---------------- | ---------------- | ---------------- | -------------- | -------------- | -------------- | -------------- | -------------- | -------------- | -------------- | -------------- | -------------- | -------------- | -------------- |
| 2014/15                                                                                  | Мэн Ред Клоз | 41               | 40               | 35,6             | 46,0             | 36,4             | 81,1             | 7,1              | 9,5              | 1,7              | 0,3              | 16,1             | Не участвовал  | Не участвовал  | Не участвовал  | Не участвовал  | Не участвовал  | Не участвовал  | Не участвовал  | Не участвовал  | Не участвовал  | Не участвовал  | Не участвовал  |
| 2015/16                                                                                  | Мэн Ред Клоз | 8                | 7                | 30,0             | 55,7             | 40,0             | 75,0             | 9,1              | 9,6              | 1,4              | 0,4              | 15,0             | Не участвовал  | Не участвовал  | Не участвовал  | Не участвовал  | Не участвовал  | Не участвовал  | Не участвовал  | Не участвовал  | Не участвовал  | Не участвовал  | Не участвовал  |
|                                                                                          | Всего        | 49               | 47               | 34,6             | 47,4             | 37,0             | 80,3             | 7,4              | 9,5              | 1,6              | 0,3              | 15,9             | Не участвовал  | Не участвовал  | Не участвовал  | Не участвовал  | Не участвовал  | Не участвовал  | Не участвовал  | Не участвовал  | Не участвовал  | Не участвовал  | Не участвовал  |
| Наведите курсор мыши на аббревиатуры в заголовке таблицы, чтобы прочесть их расшифровку. |              |                  |                  |                  |                  |                  |                  |                  |                  |                  |                  |                  |                |                |                |                |                |                |                |                |                |                |                |

### Статистика в NCAA
| Сезон | Команда    | Conf    | Class | GP  | GS  | MPG  | FG%  | 3P%  | FT%  | RPG | APG | SPG | BPG | PPG  |
| --- | ---------- | ------- | ----- | --- | --- | ---- | ---- | ---- | ---- | --- | --- | --- | --- | ---- |
| 2009/10 | Пенн Стэйт | Big Ten | FR    | 31  | 10  | 18,4 | 38,9 | 37,5 | 67,2 | 2,3 | 2,4 | 0,7 | 0,1 | 5,0  |
| 2010/11 | Пенн Стэйт | Big Ten | SO    | 34  | 33  | 30,8 | 43,0 | 34,4 | 75,3 | 3,9 | 5,1 | 1,0 | 0,1 | 6,3  |
| 2011/12 | Пенн Стэйт | Big Ten | JR    | 32  | 32  | 37,1 | 41,9 | 31,4 | 79,1 | 4,7 | 6,2 | 2,4 | 0,2 | 18,8 |
| 2012/13 | Пенн Стэйт | Big Ten | SR    | 4   | 4   | 32,5 | 35,7 | 18,2 | 84,6 | 4,5 | 3,8 | 2,3 | 0,3 | 16,3 |
| 2013/14 | Пенн Стэйт | Big Ten | SR    | 34  | 34  | 35,2 | 43,0 | 29,1 | 78,5 | 4,4 | 5,4 | 1,6 | 0,2 | 14,9 |
| Всего | Всего      | Всего   | Всего | 135 | 113 | 30,6 | 41,8 | 31,0 | 77,4 | 3,9 | 4,7 | 1,5 | 0,1 | 11,4 |
| Наведите курсор мыши на аббревиатуры в заголовке таблицы, чтобы прочесть их расшифровку Статистика приведена с сайта sports-reference.com |            |         |       |     |     |      |      |      |      |     |     |     |     |      |